# Molișet, Bistrița-Năsăud
Molișet este un sat în comuna Târlișua din județul Bistrița-Năsăud, Transilvania, România. La recensământul din 2002 avea o populație de 306 locuitori.

## Relief
Formele de relief, caracterizate prin versanți abrupți și lunci înguste, sunt rezultatul unor procese de versant cauzate de factori geologici și meteorologici  de lungă durată care, mai ales în epoca modernă, au interacționat cu activități antropice agresive asupra vegetației 
lemnoase.
Multe din alunecările de teren mai vechi au fost reactivate de precipitațiile abundente din 1970, 1980 și 2006 când s-au înregistrat și mari inundații locale.
Muntele Țibleș care face parte din lanțul grupei vulcanice maramureșene, aflat în partea de nord a comunei, constituie relieful major al hotarului. Cu cele trei vârfuri care domină orizontul Acer, Tiblessi și Bran, muntele se impune prin măreția măgurilor.
Dealurile flanchează cursul principalelor văi colectoare. Neîntrerupt, șirul lor este fragmentat de văi debitoare, în general scurte, care drenează apele pluviale și izvoarele de pe clinurile lor.
Luncile sunt înguste, gresiile dure pe care le traversează împiedicând generarea unor profile evazate, așa încât contactul cu terasele se face, cel mai adesea, cu panta abruptă. Rar există și treceri lente.

## Hidrografia
Rețeaua hidrografica a comunei,formata exclusiv din ape curgătoare care aparțin bazinului Someșului Mare. Principalul colector al rețelei este Valea Ilișua, râu cu debit oscilant dar cu  regim de curgere permanent, format pe teritoriul satului Tarlișua din confluenta Văii Izvorului cu Valea Lunga sau a Molișetului, văi cu obârșii în Munții Țibleșului. Majoritatea afluenților, Agries, Racateș, Zambrita, Mihaleasa sunt încă subsecventa cu asimetrii pronunțate ale pofilelor transversale, flancați de cueste. La baza cuestelor și a abrupturilor de natură litologică s-au format mici terase de galcisuri, utilizate agricol.

## Solurile
Formate, mai ales în parte superioară a bazinului hidrografic al Văii Ilișua într-un mediu  preponderat forestier, prin procese de bioacumulare caracterizate prin humificarea activă a suprafeței organice, solurile sunt în mare parte brune, brune acide, brune podzolice și podzolice.
Pe versanții cu declivitate mare și o structura geologică din starturi argiloase în alternanta cu cele  nisipo-argiloase, se produc frecvente alunecări, rupturi și prăbușiri. Toate acestea, amplificate  de modul de folosire a terenurilor, au produs erodarea progresivă a solului care și-a pierdut nivelul de fertilitate și așa destul de scăzut. Pe lunci predomina 
solurile argilo-aluvionare, mezobazice.

## Clima
Influențata de configurația reliefului, de altitudine, de înclinarea  pantelor și expoziția acestora, clima zonei este temperat-continentală. Media anuala a temperaturii este  între 4-
6 °C în partea Nordică a comunei iar 6-8 °C în cea sudică. Vânturile dominante sunt de obicei 
uscate  și vin din direcțiile Est și  Nord-Est.
Iarna începe în a doua jumătate a lunii noiembrie și durează, în medie, până în prima sau a doua decadă a lunii martie. Startul de zăpada are, în medie 40–60 cm. Primăvara și toamna, aerul rece se acumulează în zonele  joase ale spațiului fapt ce produce inversiune termică: mai rece jos decât sus.

## Vegetația
În comuna Târlișua există două tipuri de vegetație, lemnoasă și ierboasă care sunt bine reprezentate, structural și cantitativ.
Arealul ocupat de pădurile de conifere și foioase, componenta cea mai importantă a vegetației lemnoase depășește 60٪ din suprafața comunei.
Etajul coniferelor, prezent în dealurile piemontane și în munții Țibleș, este reprezentat de molid, brad, pin și exemplare rare de larice.
Pe locurile principale ale comunei Tirlișua,  Strambulici, Izvor și Molișet, s-au dezvoltat păduri compacte de foioase formate, preponderant, din fag montan. Rar pot fi întâlnite exemplare de paltin de munte: jugastru, frasin, ulm, mesteacăn, tei, gorun.La bordura pădurilor de foioase pot fi întâlnite diferite specii de arbuști: alun, corn, măceș, păducel, salbă moale, spin porumbar, sânger, soc roșu.
În zona alpină cresc pâlcuri de jnepeni și afini, iar în tăieturi, zmeurul. Malurile văilor sunt tivite, fragmentar și discontinu, de arbori specifici din zonelor umede: arin, plopul tremurător și răchita.
Intervenția factorului uman în zonele intens populate ale bazinului a dus la modificări importante ale suprafețelor și structurii vegetației.

### Vegetația ierboasă
În etajul inferior cresc asociații ierboase ca hostii, tătăneasa, vulturica, iarba vulturului.
În terenurile defrișate s-au format pajiști montane secundare, pe care cresc  în asociații graminee și leguminoase de mică valoare furajeră, îndeosebi pe terenurile intens și irațional pășunate: iarba vântului, păiușul roșu, toposica, dar și firuța, trifoiul alb, trifoiu roșu, ghizdeiul. Este frecventă și leurda, salvia, vinarița, colțișor, plămânărița, murul.
În culturile agricole cresc numeroase buruieni: nemțișorul de câmp, neghina, mohorul, pălămida, costreiul, susaiul, volbura etc.
Pe terenurile umede cresc plante hidrofile și mezohidrofile: rugina,rogozul, păiușul de 
lacuri umede, coada vulpii, pălămida. Există o bogată vegetație ierboasă cu calități 
terapeutice,care este  utilizată doar pe plan local.

## Fauna
Hotarul comunei este populat de o faună bogată și diversă, reprezentată de mamifere ca bursucul, căprioara, cerbul carpatin, dihorul, jderul, lupul, mistrețul, pisica sălbatica, râsul, ursul, veverița și vulpea, de păsări ca alunarul, buha, ciocănitoarea pestriță, cucul, mierla neagră, negroaica, pițigoiul mare, pițigoiul de munte, sturzul cântător, uliul păsărar, vrabia, dar și rozătoare ca șoareci și șobolani. Reptilele sunt reprezentate de șerpi, șopârle. Se găsesc și broaște. Nu lipsesc nici caprele negre, iar  în urmă cu  circa o jumătate de veac, pe cursul superior al văilor Izvor și Lunca, existau păstrăvi și vidre.
Sunt ocrotite de lege : uliul șorecar, cucuveaua, corbul, bufnița, ursul și cerbul carpatin. 

## Agricultura
Agricultura s-a practicat încă de la întemeierea satelor comunei, pe suprafețe variabile în timp, dar în condiții grele datorită reliefului. În 1750 de pildă se ara cu pluguri trase de 4-6 boi, iar fertilizarea cu gunoi de grajd, deși nu se făcea îndeajuns din cauza dificultății de a-l transporta. Se practica în schimb târlirea (staționarea turmei de oi pe o anumită suprafață de teren, în așa numită târlă. Excrementele oilor devin un îngrășământ natural).
Nevoia de terenuri agricole, determinate în bună măsură de sporul demografic, i-a silit pe oameni să despădurească versanții cu expunere sud-estică și declivitate mai puțin accentuate, folosind sapa de laz sau întreruperea activității biologice a copacilor prin secuire sau înconjurare, respectiv jupuirea trunchiurilor de scoarță pe o porțiune de câțiva centimetri de la bază, grăbind astfel uscarea copacilor.
Pe  terenurile cu declivitate mare, unde folosirea plugului era dificilă, se lucra manual, cu sapa de laz. Urme ale acestui mod de exploatare a pământului se mai văd încă pe Dealul Bisericii, Zapodie, Runc, Secătură, Dealul Costeșii, Fața Agrieșului s.a
Puțin productivă și greu de lucrat, partea arabilă a hotarelor este cultivată cu porumb, grâu de primăvara și ovăz.

## Pădurăritul
Pădurea este inestimabila resursă economică ce ocupă și astăzi peste 50٪ din suprafața comunei. Explicabil deci, de ce pădurăritul a ocupat un însemnat număr de locuitori care din păduri proprii, comunale sau nobiliare, exploatau lemnul pentru nevoi gospodărești sau pentru comercializare. Transportat cu mari dificultăți în târgurile apropiate, dar mai ales în satele de pe Câmpia Transilvaniei, lemnul era valorificat adesea prin troc cu cereale.

## Exploatarea forestieră
Din vremuri imemoriale, pădurile au fost de mare folos omului, timp îndelungat, multe din cele de trebuință gospodarilor, fiind făcute din lemn. Dificultățile  legate de accesul la  această  importantă  resursă precum și a transportului ei au amânat exploatarea în regim industrial și în consecință, valorificarea superioară a acestei avuții spre sfârșitul secolului al XIX-lea, deși nevoia de lemn era în creștere. Pădurea a fost împinsă pe culmi greu accesibile, pe malurile râpoase ale văilor și pe clinurile dealurilor cu puțin soare. Exploatarea sistematică a pădurilor a început  în jurul anului 1950 de către societatea româno-sovietică în condiții dificile, cu forță de muncă redusă și sezonieră, cu mijloace de muncă precare, până în 1955.

## Creșterea animalelor
Locuri de pășunat și păduri bogate în jir (fructul fagului) fiind suficiente, creșterea animalelor-oi, capre, porci, bivoli, vaci, boi și cai a fost nu doar o ocupație lesnicioasă ci și de mare folos.
În anul 1957 au fost înființate întovărășiri zootehnice, tpzuri, cum le spuneau oamenii, forme de organizare socialistă, premergătoare Cooperativelor Agricole de producție. În anul 1977 a fost înființata Asociația Crescătorilor de Animale în care au fost cuprinse 890 de gospodării din cele 995 care se ocupau cu agricultura.

## Albinăritul
Albinăritul este o ocupație arhaică practicată de locuitorii așezărilor de la izvoarele Ilișuei sub forma vânării familiilor de albine sălbatice, sau a creșterii domestice, după metode primitive sau moderne. Deși dispune de o bogată bază meliferă, apicultura este practicată și astăzi exclusiv pentru nevoi casnice.

## Vânătoarea
Existența unei bogate și variate faune cinegetice a favorizat practicarea celei mai vechi ocupații umane, vânătoare (cu capcane sau arme de foc).

## Scorțăritul
Până în 1918, scoarța de copac bine mărunțită era întrebuințată la prepararea coloranților și la tăbăcit. În perioada interbelică s-a întrebuințat numai la tăbăcit. Se colecta scoarță de arin, gorun, conuri de molid.